# ラジカル・ガジベリビンバ・システム
ラジカル・ガジベリビンバ・システム（RGS）は、1985年から1989年まで活動した日本の演劇ユニット。

## メンバー
- 宮沢章夫
- シティボーイズ（大竹まこと、きたろう、斉木しげる）
- 中村ゆうじ
- いとうせいこう
- 竹中直人 - 1987年まで在籍。
- 秋野まり子
- 田丸小玉（現：宮沢こずえ）
- 森正幸
- 住田隆
- 西田康人（現：緋田康人）
- 布施絵里（現：ふせえり）

## ゲスト出演
- 江原由希子（現：YOU）
- 加藤賢崇
- 神戸浩
- 犬山犬子（現：犬山イヌコ）
- 田口トモロヲ

## 誕生の歴史
もともとシティボーイズ主催のコントイベント「シティボーイズ・ショー」に竹中直人・宮沢章夫が参加し、1984年5月にかつて「スネークマンショー 楽しいテレビ」で共演した中村ゆうじ・いとうせいこう・桑原茂一さらに松本小雪が加わり「ドラマンス」を結成。後に1985年9月にラフォーレ原宿で公演した際に「ラジカル・ガジベリビンバ・システム」として、松本・桑原を除くメンバーで活動を開始した。その後はふせえり、田丸小玉(現：宮沢こずえ)らが参加。選曲に音楽プロデューサー・アーティストの井出靖が協力していた。ラジカル後期には、若手ユニットの「ナベナベ・フェヌア」を創設、松尾スズキなどが参加していた。

## テレビ出演
レギュラー番組
- 『なげやり倶楽部』（1985年10月 - 1986年1月、読売テレビ／関西ローカル）
- 『ニッポンテレビ大学』（1987年4月4日 - 7月25日、日本テレビ）

ゲスト出演番組
- 『冗談画報』（1986年2月3日・11月13日、フジテレビ）
- 『河田町プッツン意思表示』（1986年9月9日、フジテレビ「火曜ワイドスペシャル」枠）
- 『スーパーパフォーマンス’86』（1986年10月11日、NHK総合）
- 『第20回初詣!爆笑ヒットパレード』（1987年1月1日、フジテレビ）
- 『ビデオチャンネル 中島らもの現代キイワードブック』(1988年3月19日、関西テレビ)
- 『録画チャンネル4.5 俺たちはステージが好きだ』（1987年2月6日、フジテレビ）
  - 1986年11月- 12月まで上演された「未知の贈りもの」の模様を放送した。

## ビデオ・レーザーディスク
- 『ラジカル・ガジベリビンバ・システム・プレゼンツ　ビート・コミック ノー・センス・リクワィアード』（1986年8月5日発売）

出演：シティボーイズ、中村ゆうじ、竹中直人、いとうせいこう、布施絵里、秋野まりこ、田丸小玉
客演：小林克也、藤原ヒロシ、松本小雪、青木知枝、片田晴子
監督：中野裕之
脚本・構成：宮沢章夫
音楽：松浦雅也（PSY・S）
販売元：フォーライフ・レコード

## 公演
| 公演日     | タイトル                            | 会場           | 内容                           |
| ---------- | ----------------------------------- | -------------- | ------------------------------ |
| 1985年9月  | 『ここから彼方へ』                  | ラフォーレ原宿 |                                |
| 1986年2月  | 『スチャダラ』                      | 草月ホール     |                                |
| 1986年7月  | 『時速500円で走る』                 | ラフォーレ原宿 | 以降公演会場はラフォーレ原宿。 |
| 1986年11月 | 『未知の贈り物』                    | ラフォーレ原宿 |                                |
| 1987年6月  | 『亜熱帯の人』                      | ラフォーレ原宿 | 竹中直人がこの公演を機に卒業。 |
| 1987年12月 | 『コズミックダンスへの招待・REMIX』 | ラフォーレ原宿 |                                |
| 1988年12月 | 『最後の正月』                      | ラフォーレ原宿 |                                |
| 1989年12月 | 『砂漠監視隊』                      | ラフォーレ原宿 | 最終公演                       |